# Cyclaspis sculptilis
Cyclaspis sculptilis är en kräftdjursart som beskrevs av Daniel Roccatagliata 1989. Cyclaspis sculptilis ingår i släktet Cyclaspis och familjen Bodotriidae. Inga underarter finns listade i Catalogue of Life.